# Портальный кран
Порта́льный кра́н — полноповоротный стреловой кран, поворотная часть которого установлена на портале, передвигающемся по рельсам, проложенным на земле или эстакаде.

## Описание
Различают перегрузочные (грейферные и крюковые) и монтажные (строительные и судостроительные и др.) краны. Грузоподъёмность кранов, выпускавшихся на территории СССР, составляла 80 т, в других странах — до 300 т. Ветровую нагрузку определяют по ГОСТ 1451-77 и учитывают при выборе двигателей (Ветровая нагрузка рабочего состояния крана). В правилах технической эксплуатации перегрузочных машин морских портов запрещена работа береговых кранов при скорости ветра 15 м/с и более.

## Устройство

### Порталы
В зависимости от числа перекрываемых железнодорожных путей порталы бывают одно-, двух- и трёхпутными. Внутренний контур портала должен соответствовать габариту приближения строений по ГОСТ 9238-73.
Порталы различаются:
- По типу присоединения опор к верхнему ригелю:

1. Шарнирный[1].
2. Жёсткий[1].

- По числу присоединений опор к верхнему ригелю:

1. Двухстоечный[1].
2. Четырёхстоечный[1].

- По числу соединений с ходовой частью:

1. Трёхопорный[1].
2. четырёхопорный[1].

- По способу образования конструкции:

1. Решётчатый[1].
2. Рамный[1].
3. Рамно-башенный[1].
4. Рамно-раскосный[1].

На конструкцию портала влияет тип опорно-поворотного устройства (сокр. ОПУ). Механизмы поворота имеют обычную конструкцию с червячным или зубчатым редуктором, конической или многодисковой муфтой предельного момента и открытой зубчатой или цевочной передачей.

### Механизмы
Портальные краны имеют механизмы подъёма, изменения вылета, поворота и передвижения (передвижение является установочным движением, остальные — рабочими).

### Ходовые устройства
Механизмы передвижения состоят из приводных и неприводных тележек, объединённых системой балансиров. Длину плеч балансиров выбирают с учётом одинаковой нагрузки на всех колёсах. При диаметре колеса 560—710 мм (нагрузка 250—400 кН) под опорой ставится 12 колёс и более. Тележки снабжены противоугонными захватами.

## Применение

### Перегрузочные
Рабочим органом перегрузочных кранов являются:
- Грейфер — для сыпучих грузов[1].
- Автоматическое захватное устройство — для массовых штучных грузов[1].

Обычно эти краны снабжают дополнительной крюковой обоймой.

### Монтажные
Монтажные краны предназначены для работ с ответственными штучными грузами. На монтажных кранах для их эффективного использования предусматривают изменение допустимой грузоподъёмности в зависимости от вылета.

### Портальные кенгуровые краны
Краны с бункером на портале. Вращение исключено из рабочего цикла крана, тем самым повышается производительность. Движение грейфера из трюма к бункеру и обратно обеспечивают только механизмы подъёма и изменения вылета. Из грейфера груз высыпается в бункер и доставляется на склад транспортёрами, один или два из которых установлены на кране. Размеры бункера в плане, с учётом раскачивания грейфера на канатах, значительны. Для уменьшения раскачивания длина подвеса должна быть возможно меньшей. При передвижении крана вдоль судна бункер не должен выступать в сторону берегового рельса за габарит портала. При выгрузке груза из судна бункер устанавливается горизонтально, а при перемещениях крана вдоль пирса — вертикально; при этом бункер не задевает надстроек судна.

### Краны с бункером на портале
Краны с бункером на портале применяют для выгрузки сыпучих грузов при устойчивом грузопотоке.

## Маркировка кранов
- Маркировка кранов